# جورج أطلس
جُورج أَطْلَس واسمه الحقيقي راشِد ندَّاف (1872 - 26 يناير 1926) هو أديبٌ وشاعرٌ مهجري حمصي. تُشير المصادرُ إلى أنّ هذا الأديبَ قد ألقى الكثيرَ من الخطب، ونظم قدرًا وافرًا من الشعر، لكنّه ما زال متناثرًا هنا وهناك. لقد ذكرت الأديبةُ والشاعرة سلوى سلامة، زوجة جُورج أَطْلَس الثانية، في كتاب «الكلمات الخالدة» الذي جمعَتْ فيه بعضًا من خطبه وكلماته أنّها «ستجمع مقالاتِه وخطبَه الأخرى وقصائدَه في كتابٍ مستقلّ». ويُشير حسان قمحية بأنه «ليس هناك - فيما أعلم - ما يدلُّ على أنَّ هذه الرغبةَ قد تحقَّقت لها».

## حياتُه
وُلِدَ راشِد مِيخائِيل سَمْعان ندَّاف (المَشْهُور باسم جُورج أَطْلَس) في حِمْص سنةَ 1872 م، وبقيَ فيها حتَّى السَّابعة من عمره. وفي نهاية السنةِ السابعة من عمره سافرَ إلى سُوق الغَرْب بطَنْطا في مصر، حيث كان والدُه مُقيمًا هناك. وفي طنطا أُدخِلَ في المدرسة الأمريكيَّة إذ تَلقَّى الابنُ تَعْليمًا تَبْشيريًا أَمريكيًا، ثمّ درسَ على يد الأستاذ والشاعر عبد الله فريج في طنطا، حيث تعلَّم منه بعضَ مبادئ النحو العربيَّة والإنكليزية والفرنسيَّة. وفي الخامسة عشرة من عمره هاجر إلى أمريكا الشِّمالية، وهناك التقطَ من آداب أهلها ما تمكَّن من التقاطه بلغةٍ غريبة عنه، وانكبَّ على الدَّرْس معتمدًا على نفسه، وصقلَ مواهبَه، وشعرَ بأنَّه يميلُ إلى الخطابة، حتَّى إنَّه في إحدى المرَّات دخل إلى غرفته وصَفَّ الكراسي فيها كأنَّ عليها رجال الفضل والعلم، ووقف خطيبًا متخيِّلًا أنَّ الكراسي ملآنة وأن الحضورَ يبسمون لكلماته ويصفِّقون له. وفي مرَّةٍ ثانية وقفَ خطيبًا في الشارع (كما هي العادة في أمريكا) فخطبَ بما أَمْلَته عليه معارفُه. وهو يذكر أنَّه حُمِلَ على الأكتاف في ذلك الحين من مواطني وطنه، وصار صديقًا لكلِّ ناطقٍ بالضاد في تلك البلاد.
وبعدَ ذلك واصل جُورج أَطْلَس دروسَه في مدرسةٍ عالية، وتيسَّر له دخولُ جامعة أكسفورد. وصار يكتب بالإنكليزيَّة مقالاتٍ عن الشرق نَشَرتها كبرى الصُّحُف هناك، وأخذ يتقاضى عليها مكافآتٍ كبيرةً صرفَ منها على دروسه، وساعد منها والدَه المسنّ وخالته في مصر. وبعدَ ثلاث سنوات من دخول الجامعة، وجدَ أنَّه قد أصبحَ شخصًا مختلفًا، كمن وُلِد من جديد، فرأى الدنيا ضيِّقةً أمامَ مواهبه ومطاليب نفسه؛ فصار يعملُ ويعيش بقلمه الملتزِم وبلسانه السيَّال وسرعة خواطره وشجاعته. ولقد أنكر عليه بعضُ أصحابه الشَّرقيين صراحتَه الصَّادقة.
طلبت إدارةُ المهاجرة من جُورج أَطْلَس أن يكونَ ترجمانًا فيها، فقَبلَ وأخذ يسافر في البواخر إلى ليفربول لتخليص المهاجرين من أيدي بعض السَّماسرة. وكانت معرفتُه بعددٍ من اللغات تساعده على ذلك، فقد كان يعرف الإنكليزية والفرنسيَّة واليونانية والألمانية والبولونية والتركية والإسبانية والإيطالية، حيث درس هذه اللغات في المدارس وعلى معلِّمين خصوصيين. كما عُيِّن قِسِّيسًا وواعظًا لكنيسة بوسطن سنةَ 1904 م، فكانت معرفتُه بكلٍّ من اللاتينية والعبرانية والسريانية والعربيَّة تساعده في وظيفته هذه، ومن أجلها درسَ اللاهوت، وتعمَّق في درس الكتاب المقدَّس عملًا بوصية أبيه الذي كان قِسِّيسًا في طنطا ليكونَ خلفًا له في الوظيفة الرعائِيَّة.

## عائلته
في سنة 1906 م، تزوَّج جُورج أَطْلَس من أنيسَة شاهين من قرية أَبلَح في قضاء البقاع بلبنان، حيث تعرَّفَ إليها في لِيفَرْبول، وكانَ حظُّه بذلك الزواج حسب مذكَّراته «حظَّ سعادةٍ ووفاق»، ورُزِق منها خمسة أولاد، أربعة صبيان وابنةٌ واحدة. لكنَّ يدَ المنون اختطفت أمَّ أولاده على إثر ولادة توأمين بعدَ زواجه بها بسبع سنوات، وحزنَ عليها حزنًا شديدًا، ونظمَ في رثائها بعضَ القصائد.
وفي السنة نفسها، سنة 1913 م، سافرَ إلى سوريَّة للتجارة، بعدَ أن تركَ أولادَه الخمسة في عُهْدة شقيقة له في الولايات المتّحدة. وكان قد سمعَ بالأديبة سلوى سلامة، إحدى بناتِ مدينته حمص، ولها شهرتُها كتابةً وخطابةً ونظمًا، فقصدَها للتعرُّف إليها، وفي قلبه ميلٌ لها قبلَ أن يَراها، فأَنِسَ لها وكانت فاتحةَ خير له، حيث زالت غشاوةُ اليأس من عينيه وعادت إليه الثقةُ بنفسه، فآنست ما انتاب قلبَه من الوحشة والأحزان، وساعدَتْه -كما يقول- على إظهار مواهبِه، فأصبحَ قريرَ العين؛ وأخذ يكتبُ باللغة العربية بعدَ تعزيز معارفه فيها. لقد أصبحت الأديبةُ سلوى سلامة معلَّمتَه وعونَه على ترجمة أفكاره إلى لغة آبائه وأجداده. وبعدَه زواجِه بها في حمص في 30 كانون الثاني/يناير سنة 1913 م، ذهبا للسِّياحة في لبنان وسُوريَّة ومصر وأوروبا، واستمرَّت تلك السِّياحةُ سنةً، من 9 آذار/مارس إذ ودَّعا حمص إلى 6 آذار/مارس إِذْ دخلا البرازيل. وفيها احتَفت الجاليةُ بهما احتفاءً باهرًا. وبعد أن عوَّلا على السفر إلى كندا، اشتعلت الحربُ العالميَّة الأولى سنةَ 1914 م، فلم يتسّر لهما ذلك، كما لَمْ يعودا قادِرَيْن على الرُّجُوع إلى الوَطن، فاضْطُرا إلى البقاء في سان باولو، وفيها أصدرا «مجلّة الكرمة» التي كانت سلوى سلامة رئيسةَ تحريرها، وقد ثابرَتْ على إصْدارِها منفردةً حتّى وفاتها سنةَ 1949 م.

## وفاته
رحل جُورج أَطْلَس عن البرازيل إلى الأرجنتين، وتوفّي بالسكتة القلبية وهو في الفندق بعد أن أعدّ خطابًا لإلقائه في صالة سوينا في بوينس آيرس في 26 كانون الثاني/يناير سنةَ 1926 م الموافق 18 جمادى الآخرة 1344 هـ، عن عمرٍ ناهز 54 عامًا.

## أدبه
من الأمور التي تَنبَّه إليها الأَديبُ جورج أَطْلَس، قولُه -وهو يتحدَّث عن سيرته الذاتيَّة، ويُلْقي باللوم على تَقْصير الكِبار- «كان ذكاءُ الأَحْداث نارًا آكِلة، ورجالُ عِلْم تلك الأيَّام وأساتذة المَدرِاس لم يتمكَّنوا من إطفائها أو تحويلها إلى نور، فاندلعَت ألسنتُها إلى ما حولها، وأحرقت كلَّ ما وصلت إليه، وتحوَّلت الفِطْنةُ إلى ما كان يدعونه شيوخُ تلك الأيَّام «شَيْطنة وعَفْرتة وغضب»».
ثمَّ عقَّبَ وبَنى على حَديثِه السابق، فقال: «وهكذا كانَ حظِّي ككَثيرين من أَتْرابي. قوَّة غيرُ مُلْجِمة تهدم ما حَولها. كنتُ أَيْنما سرتُ أَسْمع كلمة «شقي» عوضًا من كلمة ذكيّ، وعوضًا عن كلمة «فَطِن» كلمة شيطان، فماتَ في قلبي حبُّ العُلوم إذ اعتقدتُ أنَّ كلَّ بادرة وذكاء تُسمَّى شَيْطنة».
قال عنه أَدهَم آل جندي: «كان على جانبٍ كبير من العلم والثقافة، مفرطَ الذكاء والنباهة، شُجاعًا جريئًا، لا يهاب أحدًا، امتاز بعقيدته الوطنية، وجاهرَ بها بلسانه وقلمه يومَ كان لا يجرؤ على الجهر بها أحد، وقد غرسَ في نفوس المغتربين حبَّ الوطن. ونظرًا لحبّه الكبير لعبد الحميد الزهراوي فقد أصدر في البرازيل جريدةً سمّاها باسمه (جريدة الزهراوي)، وكانت أسبوعية، صدر أوّلُ عدد منها بتاريخ 14 أيلول/سبتمبر 1914 م». وكانت جريدةُ الزهراوي رائدةً في تبنّي القضايا الوطنيّة والدفاع عنها في المهجر البرازيلي. ولكنّ الأديبَ المَهْجري تَوْفيق ضعون كان له رأيٌّ آخر في هذه الجريدة، فقد قال عنها مشيرًا إلى مُؤسّسها: «وراحَ يضمّنها آراءَه المتطّرفة في السِّياسة والدين، ويَحْشوها بالنقد الجارِح، ويحمل فيها حملات شَعْواء على الأفراد والجماعات. وبعدَ وقتٍ قصير ارْتَأى تبديلَ اسمها، فأصبحت «الاتحاد العربيّ»، ولكنّ مادّتها ظلّت على حالها».

## شعره
نظمَ جورج أطلس القصيدةَ العموديّة من حيث البناءُ الشعري والوزن والقافية، ولكن بلغة عصره وأغراضه. وكانت بعضُ قصائده تعتمد نظامًا يشبه الموشّحات، حيث تتألّف من مقاطع تتفاوت قافيتُها من مقطوعةٍ إلى أخرى، ثمّ تنتهي كلّ مقطوعة بشطر يستعيد قافيتَه الأولى الواردة في المقطوعة الأولى؛ ففي قصيدته «الدَّمْعَة الخالِدَة – سَكَتَ البُلْبُل» يقول:
وفي قصيدة بعنوان «نَشِيد العَذارَى» يقول، ولكن على نسقٍ مختلف:
ويمضي في تنويعاته الشعريّة أبعدَ من ذلك، فيقول في قصيدته «حَوْلَ الضَّريح»:
لقد غلب على شعر جورج أطلس قصائدُ المناسبات، لاسيّما في الرثاء، ومن ذلك رثاؤه المُطْرانَ أَثناسيُوس عَطا الله، حيث قال: